# ソチミルコ
ソチミルコ（スペイン語: Xochimilco）は、メキシコの首都メキシコシティ内にある16の管轄区域（demarcaciones territoriales、2016年までは行政区（delegaciones）と呼ばれた）の一つ。メキシコシティ中心部からは南へ28Km離れている。北はコヨアカン（Coyoacán）、トラルパン（Tlalpan）、イスタパラパ（Iztapalapa）の各区に、西はトラウアック区（Tláhuac）に、南東はミルパ・アルタ区（Milpa Alta）に接している。人口は404,458人（2005年）。
ソチミルコはアステカ以来の伝統を色濃く残す町で、メキシコシティの巨大化で完全にその一部となった現在も独特の雰囲気を残す。ソチミルコの運河を行くトラヒネラと呼ばれる小舟はかつてメキシコ盆地内の重要な交通手段であったが、現在では観光資源となり多くの観光客を乗せている。1944年に大ヒットしたメキシコ映画『マリア・カンデラリア』（María Candelaria）をはじめとする様々な映画が、トラヒネラが行き交いチナンパ（沼の上に浮かぶ農地）の上に花が咲き乱れるロマンチックな土地としてソチミルコを描いてきた。
「ソチミルコ」という地名はナワトル語で「花の野の土地」を意味する。スペイン語ではソチミルコ（[sotʃiˈmilko]）と発音されるが、ナワトル語ではショチミルコ（[ʃoːtʃiˈmiːɬko]、ショーチミールコ）となる。

## 地理

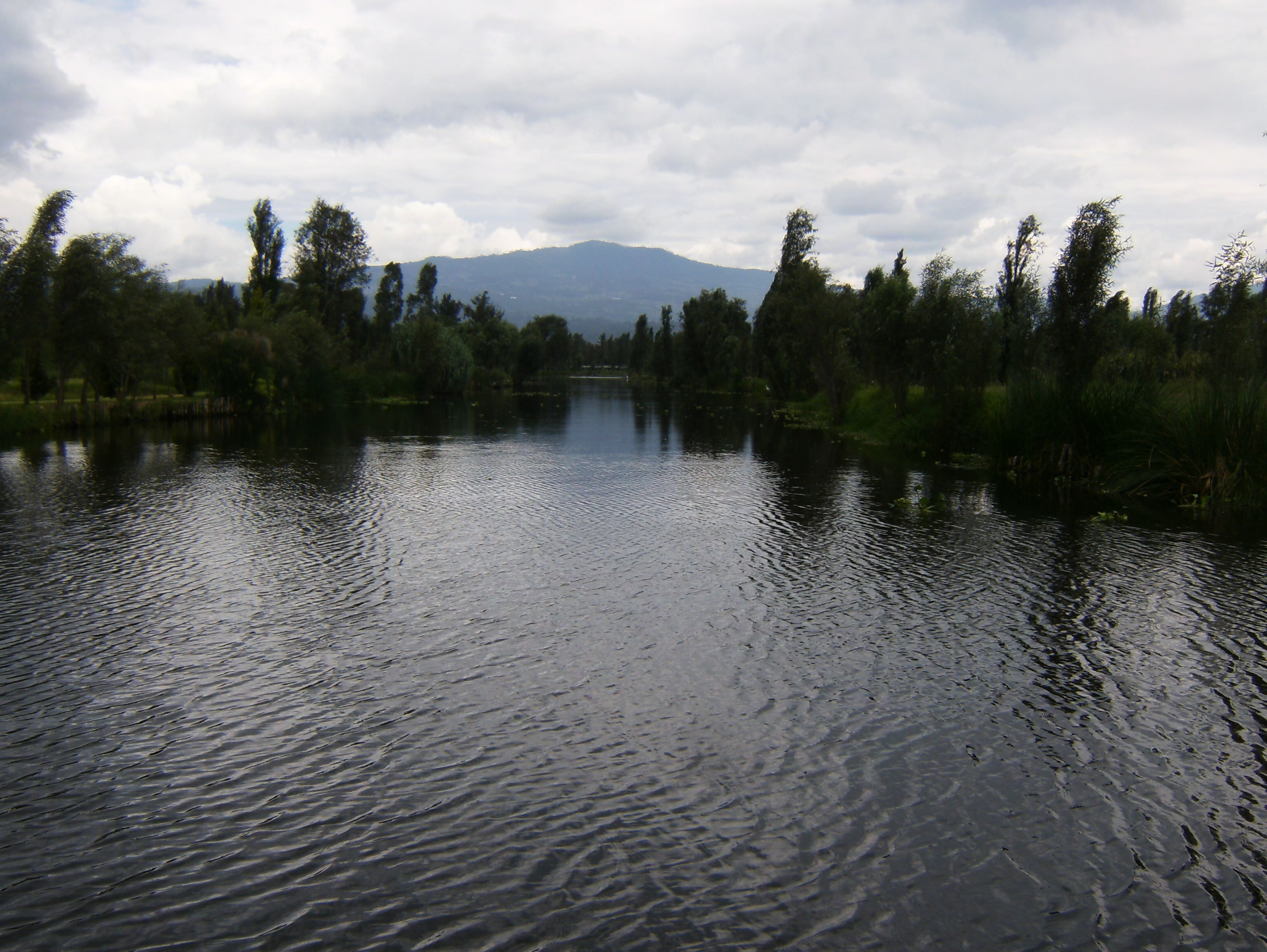
ソチミルコ生態学公園。1989年に設立された、危機に瀕する動植物を保存するための215ヘクタールの自然公園

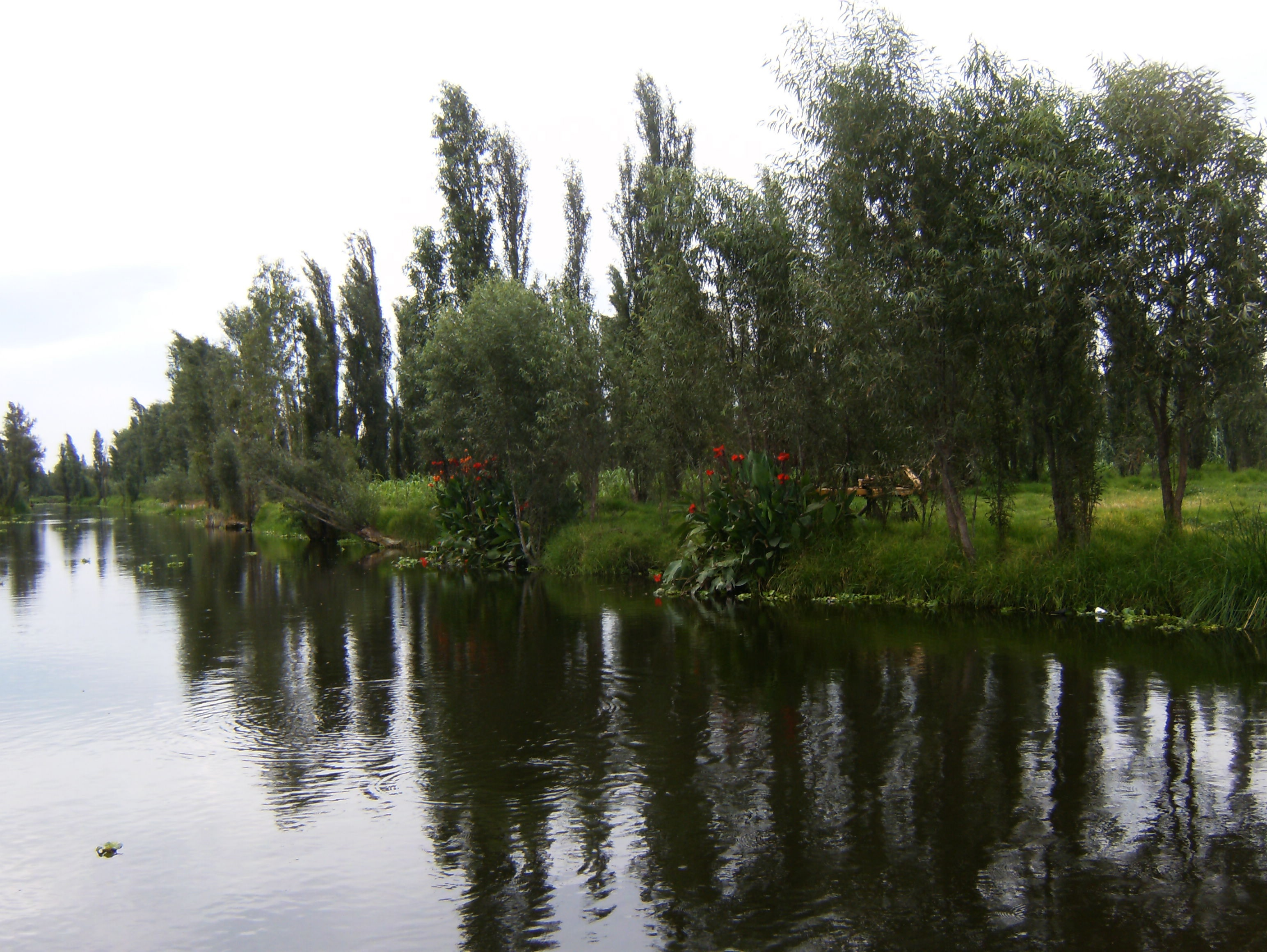
ソチミルコ生態学公園

面積は122平方kmで、メキシコシティでは3番目に大きい。区の北部は市街地が広がるメキシコ盆地南部の平地であり、平均標高は2,200mである。区の南部は火山の多い丘陵地帯で、テウトリ火山（V. Teuhtli）、ソチテペク山（Xochitepec）など2,500m以上の山々が連なる。	
ソチミルコは運河が非常に多いことで知られる。これらの運河は、古代にメキシコ盆地に広がっていた湖の一つ、ソチミルコ湖の名残である。チナンパが浮かぶ運河網の景観や文化は、1987年にはメキシコシティ歴史地区とともにユネスコの世界遺産にも登録されている。
アステカ時代から植民地時代を経て20世紀まで、ソチミルコはメキシコシティの食を支える近郊農業地域であった。今日でも農業は盛んだが、かつてほどの重要性はなく、運河も多くが埋め立てられ残りは観光などに使われている。世界遺産となった運河網にも住宅開発の圧力が迫っている。

### 野生生物
わずかに残るソチミルコ湖は、絶滅の危惧されている両生類、メキシコサンショウウオの数少ない生息地となっている。ソチミルコ区内には、ソチミルコ生態学公園（Parque Ecológico de Xochimilco）やボスケ・デ・ナティビタス公園（Bosque de Nativitas）など多くの自然保護区が設けられている。
一帯にガマ、Schoenoplectus americanus、ホテイアオイ、Salix bonplandianaなどの植物が多く生えており、2004年にソチミルコとサン・グレゴリオ・アトラプルコ一帯のエヒードとチナンパを含むソチミルコの運河群はラムサール条約登録地となった。

### 気候
気候は大きく雨季と乾季に分かれる。海からの季節風が湿気を運んでくる6月から10月の雨季に降水量が集中し、それ以外の時期にはほとんど雨が降らない。11月から5月は乾期で、その中でも11月から2月は北極の気団が南下するため若干寒い季節であり、3月から5月は熱帯の気団が北上する年間で最も暑い季節である。
平均気温は12度から15度と暖かく、最も気温の低い季節でも最低気温が氷点下になることはめったにない。年平均降水量は1,600mmほどである。
南部の丘陵地帯では、北部の平地よりも気温は若干下がり降水量は若干増えるが、高山気候とまではならない。

## 歴史

### 植民地支配以前のショチミルコ

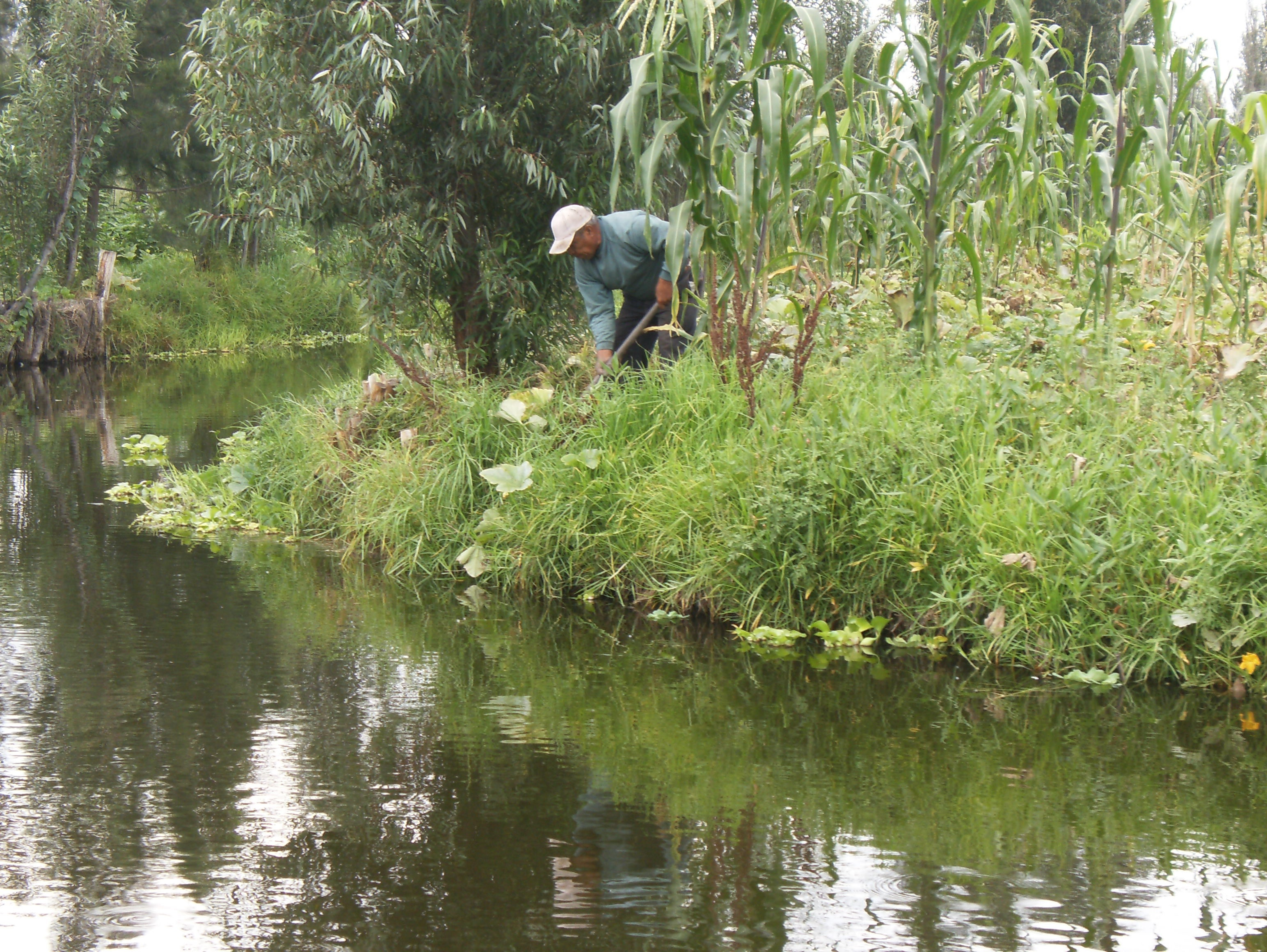
ソチミルコに残る、沼の上に浮かぶ農地チナンパで除草をする農夫

ショチミルコ（ソチミルコ）における最初の集落は先古典期末期（紀元前200年 - 紀元250年）頃に遡る。このことから、彼らの文化は、同時期にメキシコ盆地南部で栄えた最初の都市であるクィクィルコ（Cuicuilco）と関わりのあったことが考えられる。
しかし古典期に入ると、メキシコ盆地の人口はテスココ湖北東部の大都市テオティワカンに集中し、ショチミルコは盆地の大半と同様に打ち捨てられ、「神々の都市」テオティワカンの支配下に置かれた。6世紀から7世紀にテオティワカンが崩壊した後、ショチミルコの地はテオティワカンの旧住民やメソアメリカ北部から来たチチメカ族などを受け入れた。チチメカ族は古典期末期の大旱魃で故郷を捨てて南のメキシコ盆地へと逃れてきており、同じくメソアメリカ北部から来た遊牧民などを移民として多く受け容れていた。

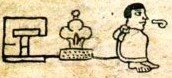
「ショチミルコ」と書かれた絵文字。「Tira de la Peregrinación」より

このほかにショチミルコに移住してきた民族に、ショチミルカ族（Xochimilcas）がいる。彼らは10世紀から14世紀の間にメソアメリカ中心部へとやってきて、10世紀には祭祀の中心地であるクァイラマ（Cuailama）を建てた。現在のソチミルコ付近の山地には先コロンブス期の絵文字などが多く見つかっており、彼らの宗教儀式に関係があるものとみられている。ショチミルカ族は、ソチミルコ湖湖岸に沿った地域、トラウアック（Tláhuac）やミスキック（Mixquic）といった湖中の島々、アフスコ山（Ajusco）やチチナウツィン山（Chichinauhtzin）を中心とするアフスコ＝チチナウツィン山地に至る地域に広く住んでいた。ショチミルカ族は、チナンパ農法の発明者でありショチミルコの町の建設者でもあると信じられてきた。またチナンパの発明者ではなく、古くからおこなわれてきた農法を改良したという見方もある。ナワトラカ族（Nahuatlacas）がこの地に来た11世紀から14世紀には、チナンパの技術は最盛期に達している。チナンパはもとはメキシコ中部の湖水地帯の農法であり、アシなどの長い草を刈りとって積み上げたものを水面に浮かせて編み枝で囲い、湖底から集めてきた泥をその上に載せ浮島のようにし、その上に穀物や野菜などを栽培するというものであった。泥の養分と周りの湖の水により作物をよく育てることができた。彼らはチナンパの上に柳の木を植えたが、柳は早く成長してその根を湖底にまで下ろして根を張ったので、これでチナンパを一定の場所に固定することができた。

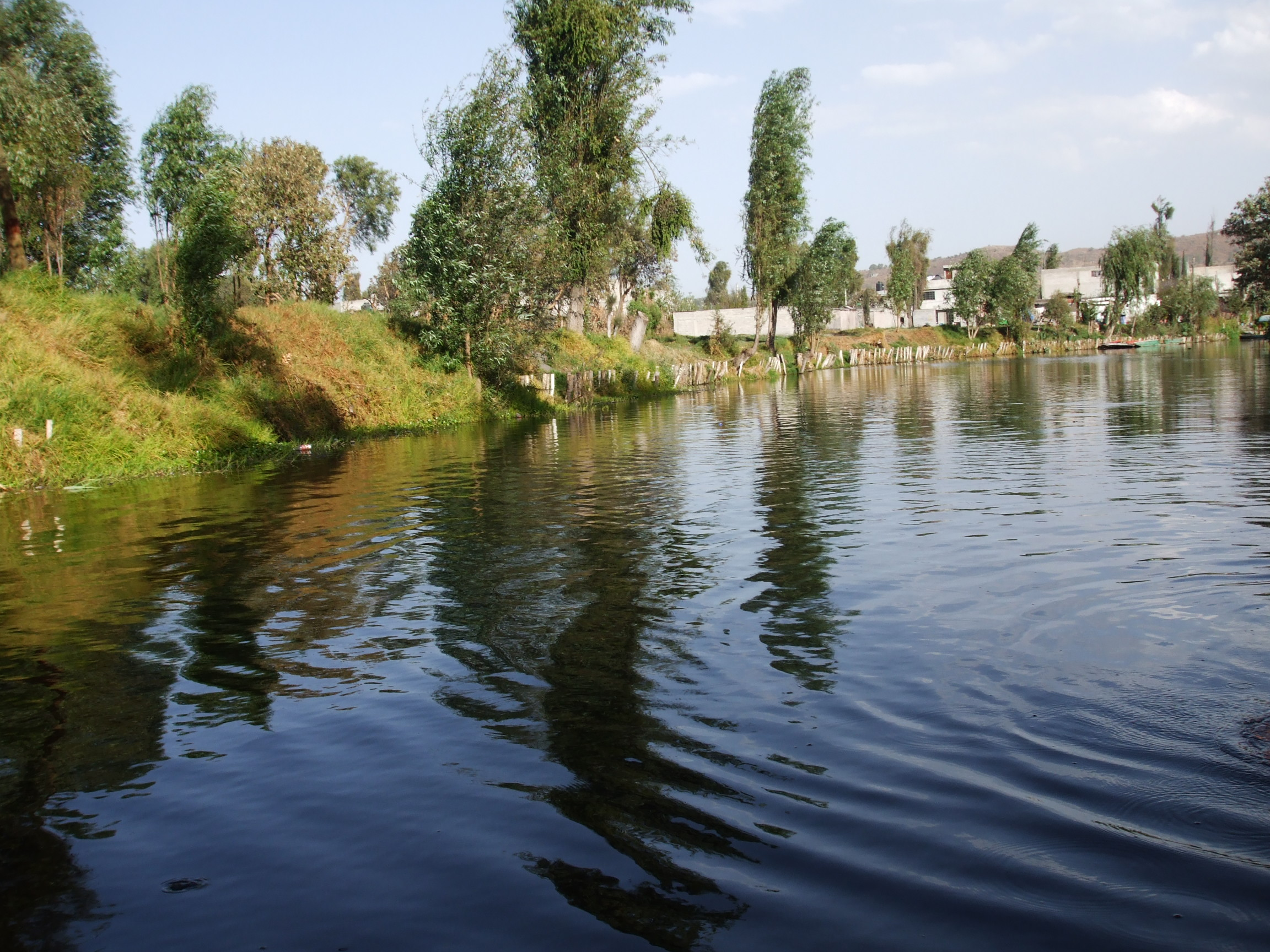
ソチミルコの運河

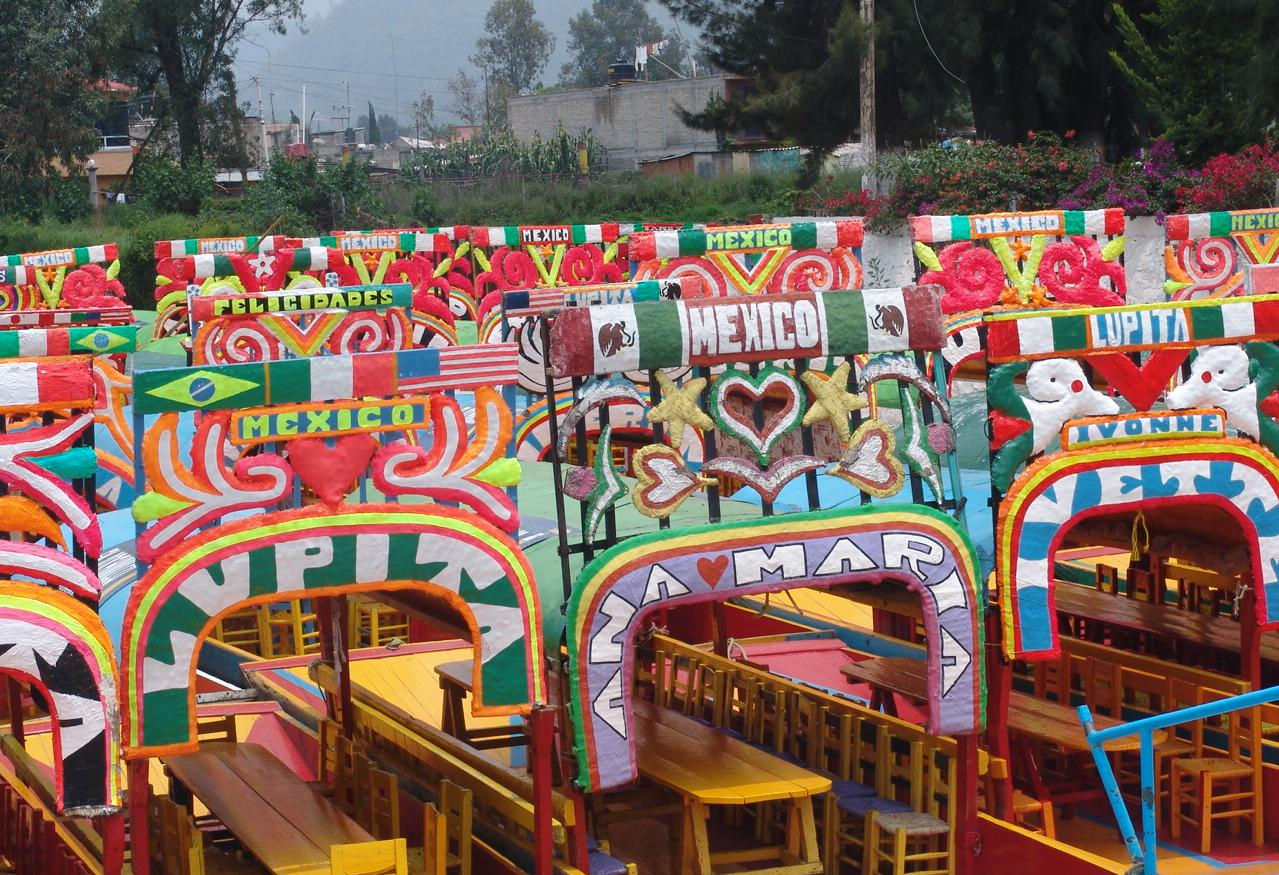
鮮やかに塗られたトラヒネラ

アステカ族（メシカ族）は、ショチミルカ族のことを、メキシコ盆地の湖周辺の町に住む他の部族同様、遠い親戚のようなものと考えてきた。彼らは同じ神話上の故郷チコモストク（Chicomoztoc、「七つの洞窟の場所」）を共有していた。伝説によれば、チコモストクの七つの洞窟には異なった部族が暮らしていたが、その中にショチミルカ族とアステカ族がいた。チコモストクからアストランへ出て暮らしていた彼らは、やがてアストランを去り南へ向かい、メキシコ高原を放浪した。しかしアステカ族がメキシコ盆地にたどり着いたとき、ショチミルカ族はすでに盆地の南部に定着していたという。アステカ族はやがて、クルワカン市（Culhuacán）のトラトアニ（tlatoani、王）であったコシュコシュ（Coxcox）の手下となっていたショチミルコ市とトラウアック市に宣戦した。1323年にアステカはショチミルコのトラトアニであったアカトナリ（Acatonalli）を破った。彼らはクルワカンの支配を離れ、アステカの王はクルワカンとの同盟の証としてコシュコシュの娘イランクエイトル（Ilancueitl）を妃として迎えた。しかしアステカがシペ・トテックへの生贄に彼女をささげたために、アステカとクルワカンの間の敵意が増した。クルワカンはアスカポツァルコ（現在のメキシコシティ北端）のテクパネカ族（Tecpanecas）と結び、1367年にアステカを破った。
1376年、テクパネカの支配下でテノチティトラン市を築いていたアステカは、再びショチミルコを破った。しかしショチミルコはアステカの支配下とならず、テクパネカが支配するアスカポツァルコの領土に併合された。アステカはテクパネカと同盟を結び服従していたが、テスココ族と結んで、テクパネカの王位を簒奪したマシュトラ（Maxtla）に対し戦いを挑んだ。1428年、アステカはテクパネカに対して勝利した。その2年後、ショチミルコは三度アステカの攻撃を受けた。この戦いは決定的なアステカの勝利に終わり、ショチミルコはテノチティトランを都とするアステカ王国に併合された。ショチミルコの民はアステカの首都建設やその他の土木事業などでの労働を強制され、チャプルテペック（Chapultepec）の水道、イスタパラパの大通り、ネサワルコヨトルの石堤（albarradón）などを建設している。

### スペイン人のメキシコ征服と植民地期のソチミルコ

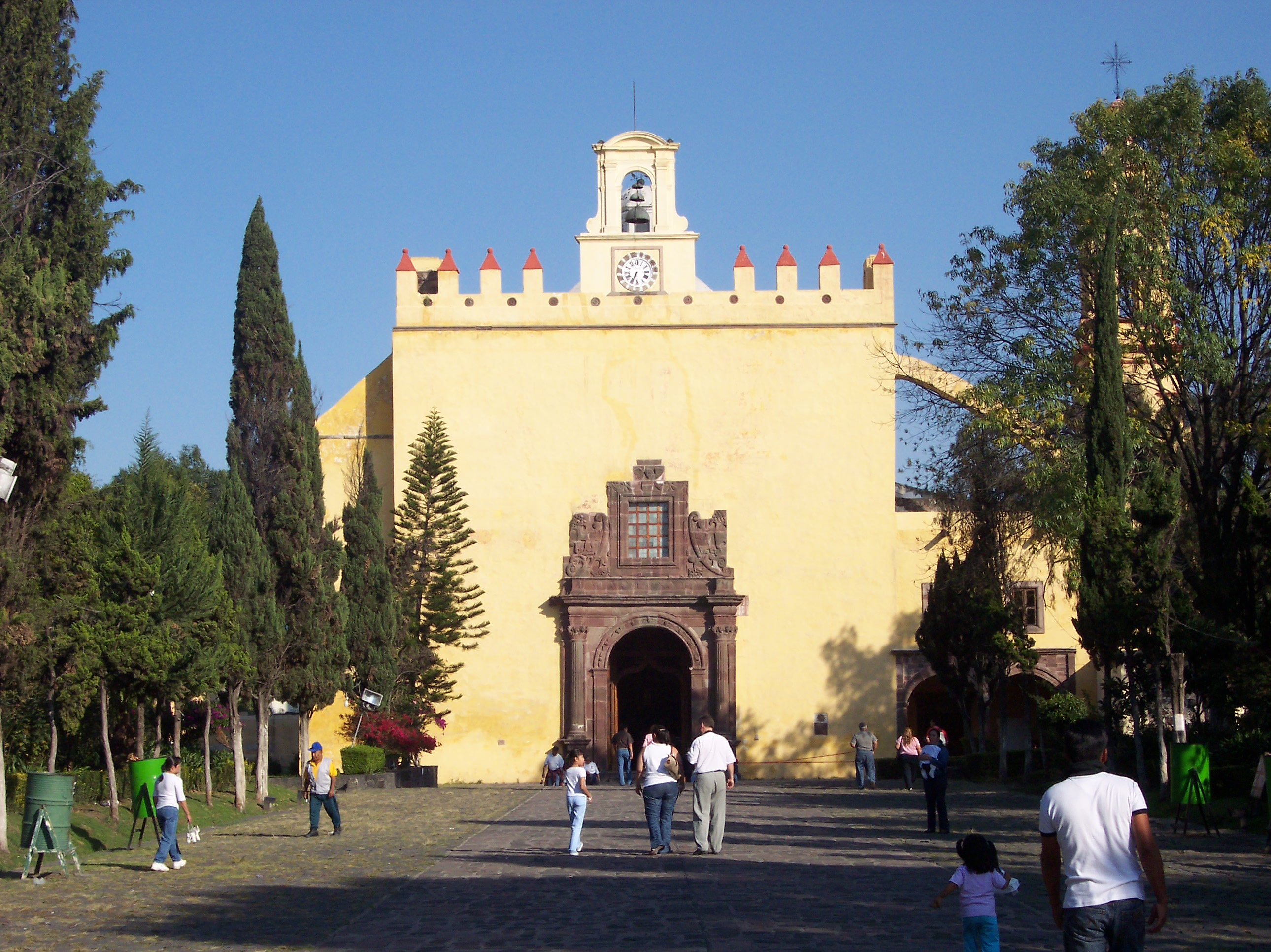
ソチミルコのサン・ベルナルディノ教会

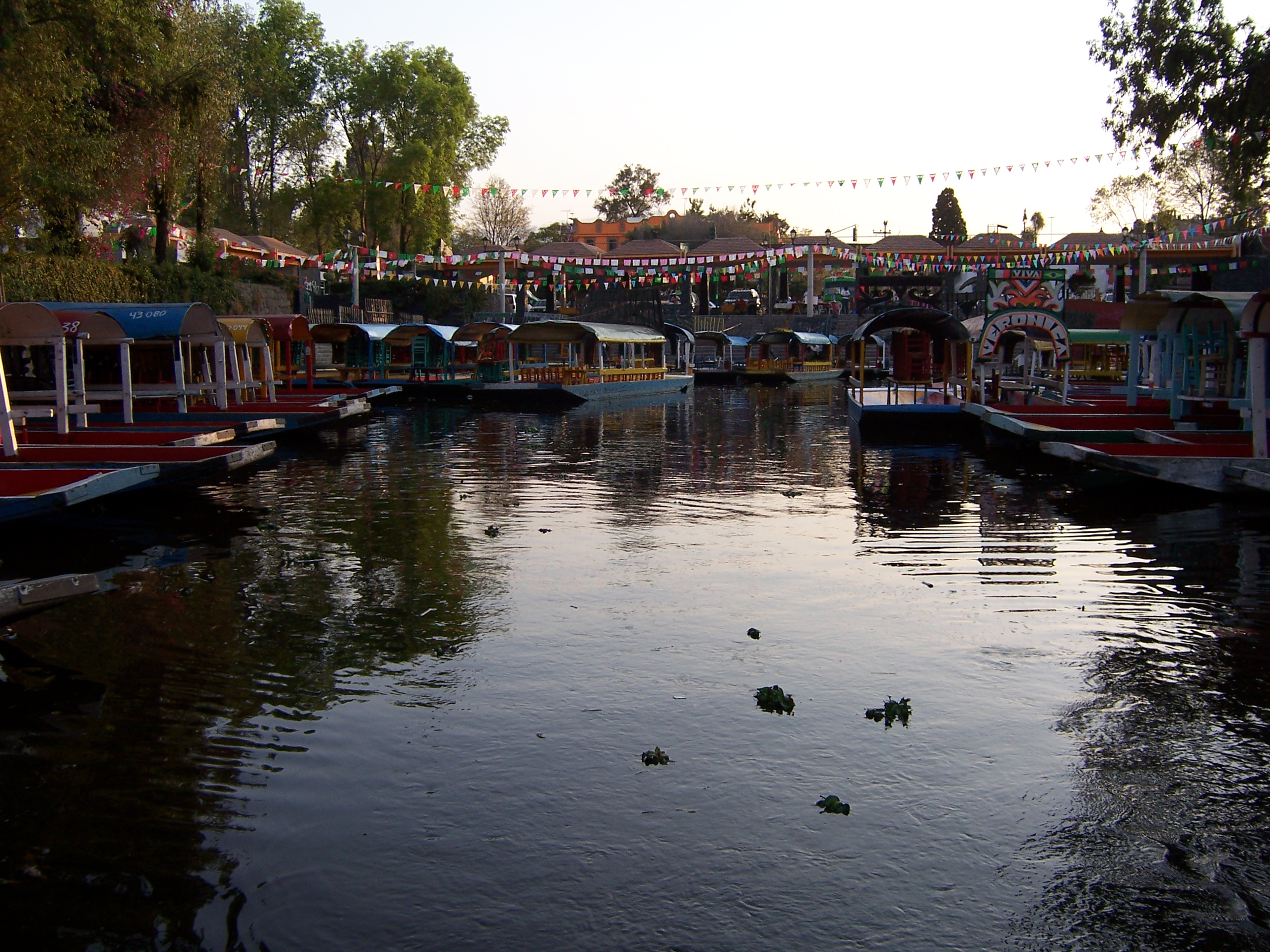
ソチミルコの運河とトラヒネラ

スペイン人がアステカにやってきて征服を開始した頃、クアウテモック王はテノチティトランの防衛のためにショチミルコへ赴き救援を要請したとの言い伝えがある。その道中、クアウテモック王はアウェウェテ（ahuehuete、ラクウショウの一種メキシコラクウショウ）の木を植えたという。この木は現在もバリオ・デ・サン・フアンに立っている。エルナン・コルテスとその部隊は1521年4月16日にショチミルコを征服し、続いてチュルブスコ（Churubusco）、コヨアカン（Coyoacán）、オアステペク（Oaxtepec）、クエルナバカ（Cuernavaca）を相次いで征服した。
テノチティトランの征服が一段落すると、ショチミルコの最後の支配者であるトラトアニ（王）のアポチキヤウツィン（Apochquiyauhtzin）はキリスト教に改宗した。これが自発的なものか強要されたものかは分かっていない。彼は1522年6月6日に洗礼を受けた後、エルナン・コルテスおよびペドロ・デ・アルバラードの二人の征服者から名を取ってルイス・コルテス・セロン・デ・アルバラード（Luís Cortés Cerón de Alvarado）と改名した。彼は征服者の傀儡としてソチミルコの統治者の地位に納まったが、実際にはコルテスがアルバラードにソチミルコ地区の土地と民を征服の直後に与えていた。アルバラードは1541年の死までソチミルコの実権を握っていた。
ソチミルコとその周辺の住民に対するキリスト教改宗はフランシスコ会の宣教師が監督した。1534年から1579年にかけてフランシスコ会の僧院が建てられたが、現在ではソチミルコ大聖堂の一部となっている。スペイン王フェリペ2世はソチミルコを市に昇格させ、以後ソチミルコは正式には「高貴な都市ソチミルコ」と呼ばれていた。植民地当局はソチミルコ湖におけるチナンパ農法の繁栄を支えた土木事業に対しては関心を示さなかったため、1609年には大洪水が起こっている。1576年には天然痘の大流行（ウェイコロリストリ、hueycololiztli）が起こった。1777年にも天然痘が大流行した。この天然痘は18世紀のヌエバ・エスパーニャ植民地における人口激減の危機をもたらしている。
ソチミルコはメキシコシティとは湖を使った水運で緊密に結ばれていた。ソチミルコは、東の方の町からメキシコシティへ、トラヒネラ（trajineras, 小舟）で向かう際の中継地でもあった。16世紀半ばにはソチミルコ湖はテスココ湖などメキシコ盆地の他の湖から孤立し始めたため、ソチミルコとメキシコシティの間の水運は運河（Viga）が中心となった。

### 19世紀と20世紀のソチミルコ

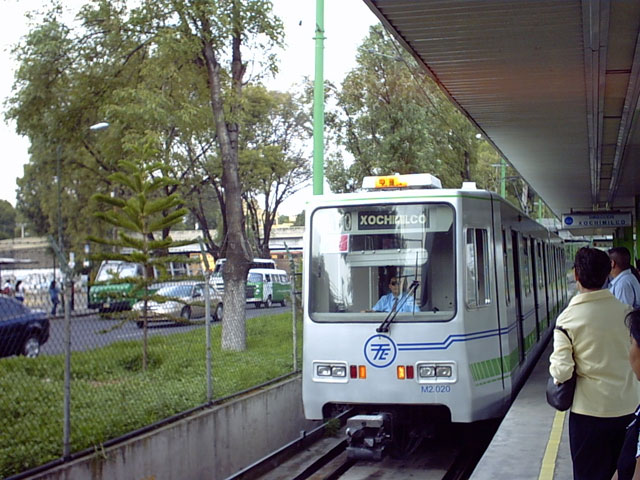
ソチミルコLRT（エスタディオ・アステカ駅）

メキシコ独立戦争後、ソチミルコはメヒコ州の一部となった。当時の産業は農業が主であり、湖や運河に浮かぶチナンパで収穫された作物は、トラヒネラに載せられて運河を経てメキシコシティの大きな市場へと運ばれていった。1850年にはメキシコシティからソチミルコへの鉄道が開通し、都市間の運送量は飛躍的に拡大した。トラヒネラはなおもソチミルコ周辺の主な交通手段だったが、1908年にメキシコシティ＝ソチミルコ間の都市間鉄道（路面電車）が開通するとトラヒネラは観光用に使われるのみとなっていった。この路面電車は現在もライトレールとして運行しており、メキシコシティの地上の電車網の一部として、政府のメキシコシティ電気交通公社（Servicio de Transportes Eléctricos de la Ciudad de México、STE）が支援を行っている。
メキシコ革命の時期にはソチミルコも戦場となった。1911年にはモレロス州から来たエミリアーノ・サパタ率いる革命軍がメキシコシティに侵入した。彼らは指令部をメキシコシティ南部のミルパ・アルタ区に置いたが、やがてソチミルコ区に移動しようとし、ソチミルコの町は戦火に包まれた。1914年にはエミリアーノ・サパタとフランシスコ・ビリャ（パンチョ・ビリャ）はソチミルコの中央市場前の家屋で「ソチミルコ綱領」（Plan de Xochimilco）に調印している。
1968年メキシコシティーオリンピックではソチミルコでも五輪に向けた建設事業が行われた。クエマンコ運河（Cuemanco）の一部はオリンピックのボート競技およびオリンピックのカヌー競技の会場（「Virgilio Uribe」）へと改造された。区の郊外では、大きなバイパス道路も建設された。20世紀の後半、特に1970年代以降はコナベーションが起こり、メキシコシティとソチミルコの市街は一体化し、間にあった土地はほとんどすべて都市化している。

## 教育・文化

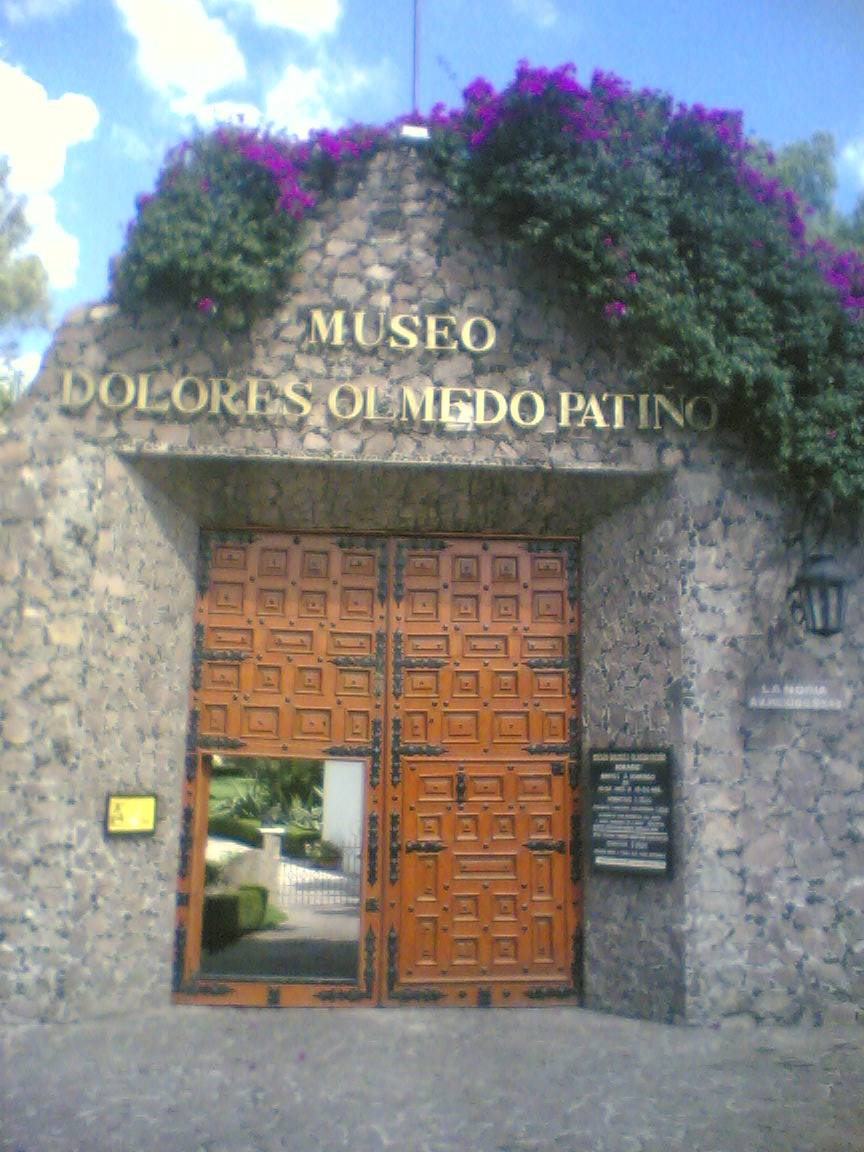
ムセオ・ドロレス・オルメド・パティーニョ

ソチミルコには、メキシコ国立自治大学に属する国立造形芸術学校（Escuela Nacional de Artes Plásticas、ENAP）があり、これが区内唯一の大学となっている。
ソチミルコ区は多くの文化センターや図書館など運営している。区内にはソチミルコ考古学博物館があり、ソチミルコにあった祭祀中心地から出た発掘品を展示している。
ムセオ・ドロレス・オルメド・パティーニョ（Museo Dolores Olmedo Patiño）は19世紀の邸宅の中に入った美術館で、ディエゴ・リベラの作品139点、その妻フリーダ・カーロの作品25点、リベラの最初の妻アンヘリナ・ベロフ（Angelina Beloff）の作品43点を所蔵するほか、メキシコの民族資料や考古資料なども収集している。

## ソチミルコの運河
ソチミルコの運河群には多くのチナンパが現在も残っており、人気のある観光地となっている。岸辺には家屋や船着き場が並び、祝日などには多くの観光客が運河を訪れる。また食事や楽団（マリアッチ）を用意して船を借り切って運河をクルーズする家族も多い。運河を行くトラヒネラ（Trajinera）という船は人力で進む船で、船乗りが竿を運河の底にさし、進んだり方向を変えたりする。

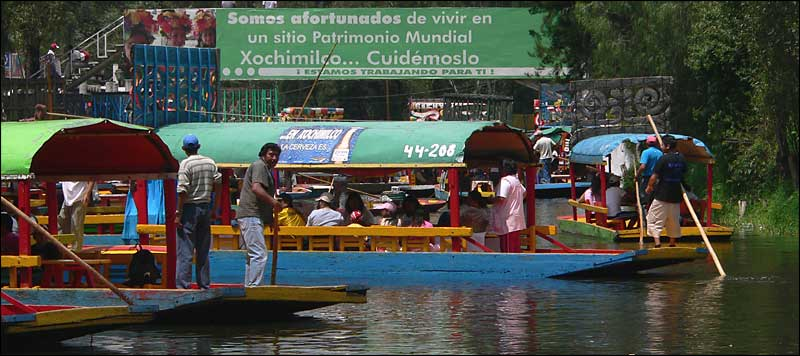
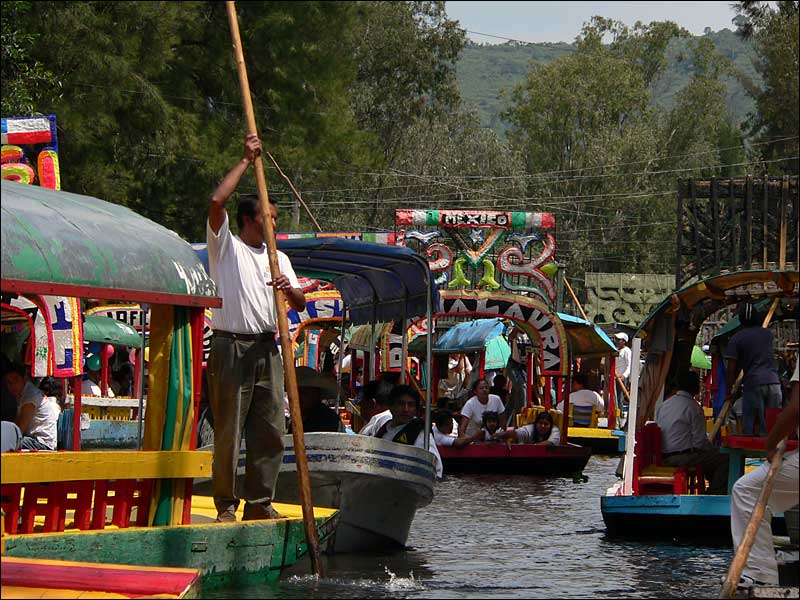
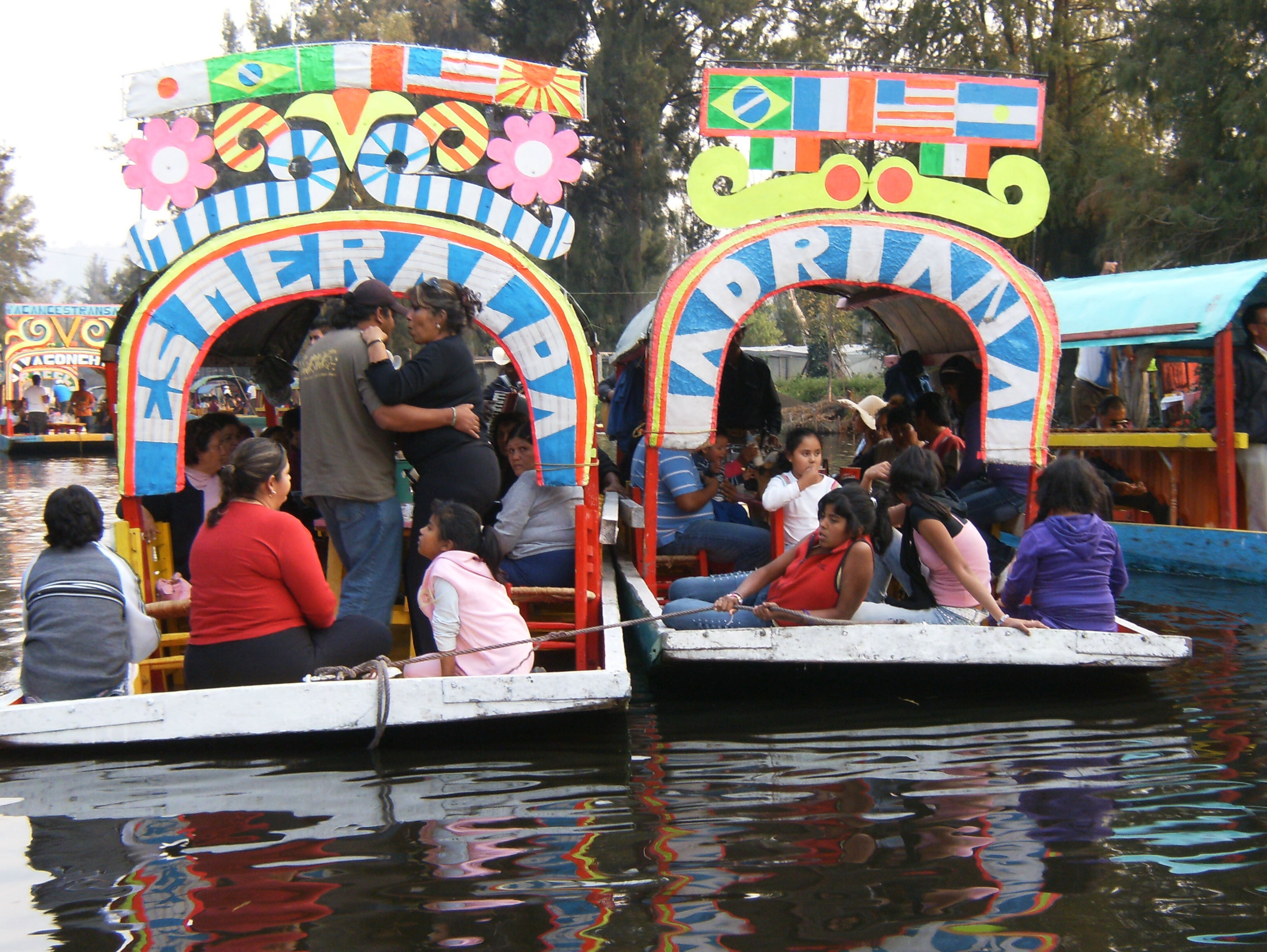
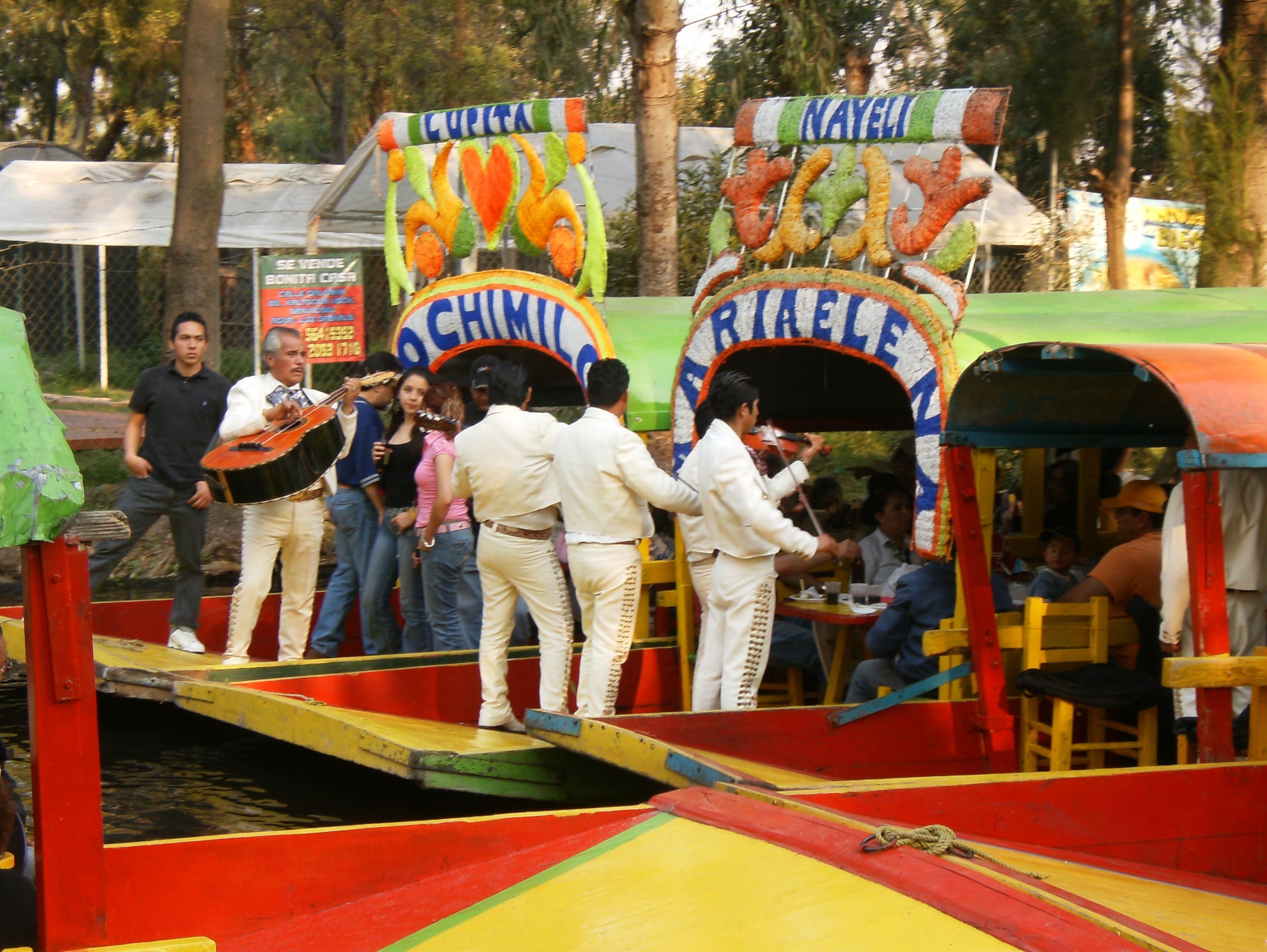
トラヒネラに乗るマリアッチ
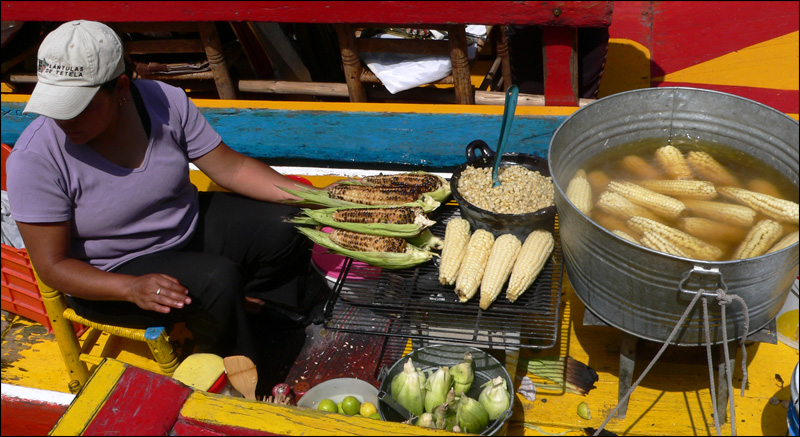
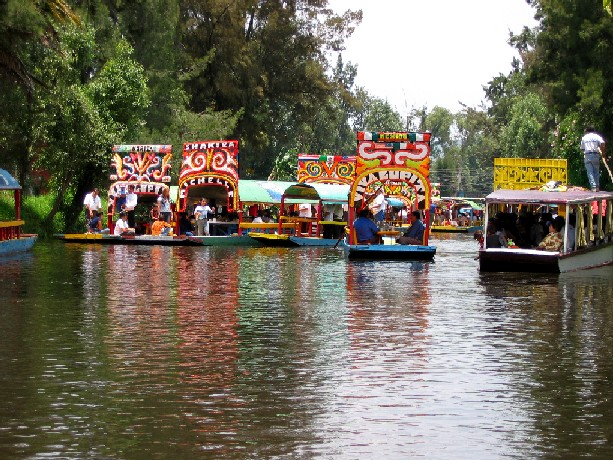
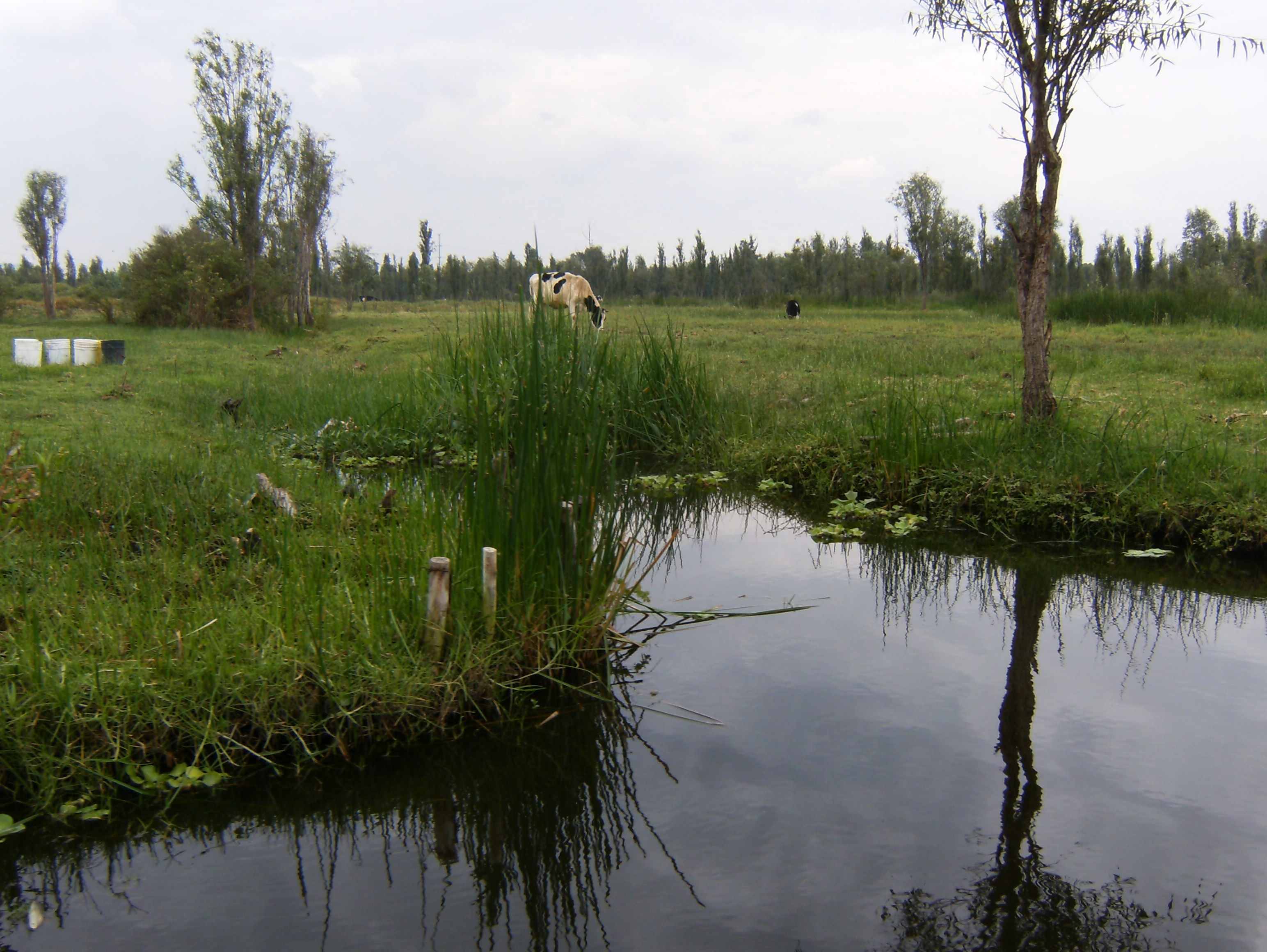
ソチミルコ生態学公園（スペイン語版）で放し飼いにされている牛
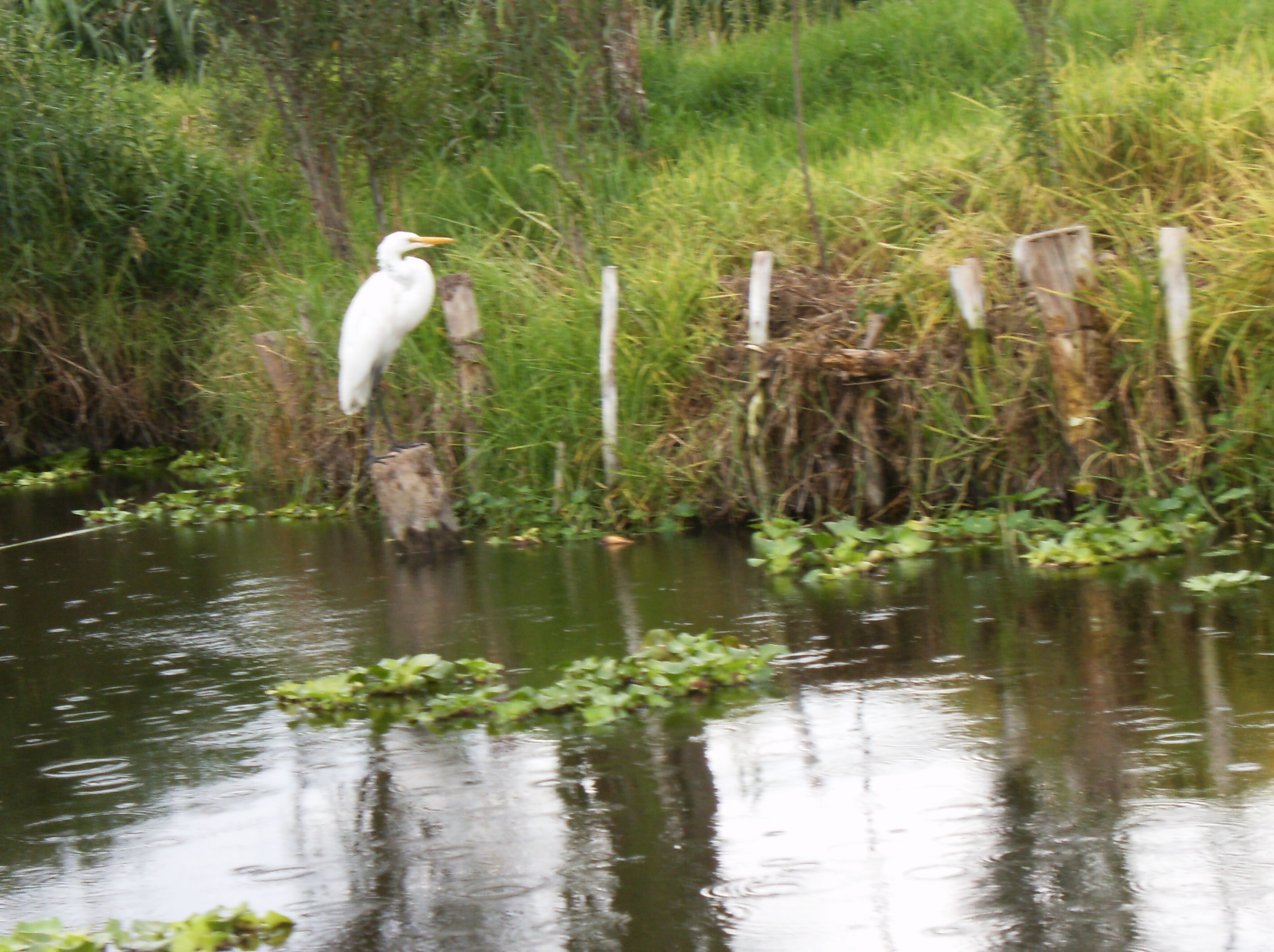
運河の岸にいる白鷺

## 人形島

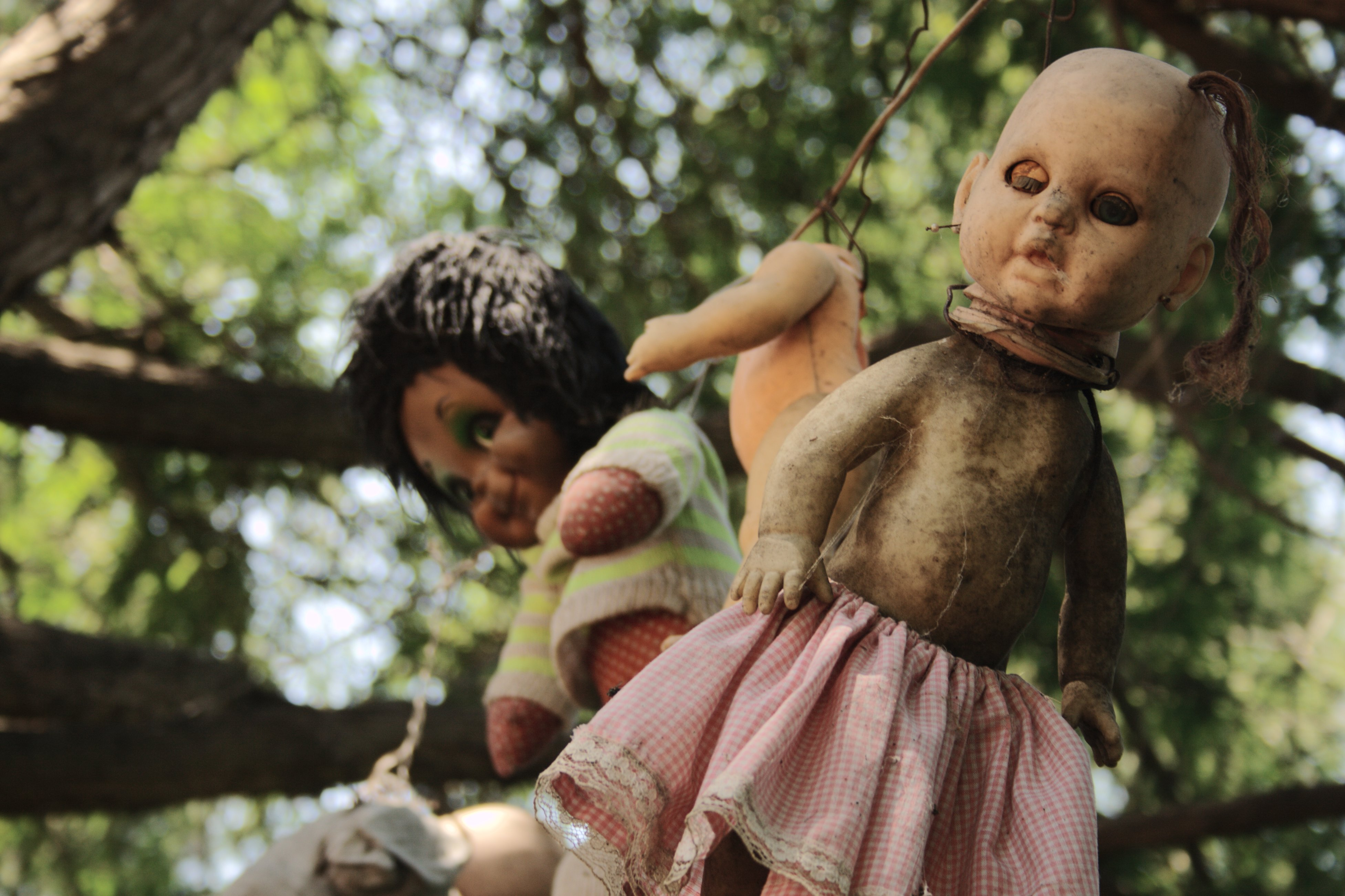
ソチミルコの人形島

ソチミルコの人形島（La Isla de la Muñecas）と呼ばれている島（正確にはチナンパ）は、この島の主となったフリアン・サンタナ・バレッラ（Julián Santana Barrera）という男が、運河で溺れた少女の魂を慰めるために人形を吊るし始めたと言われる（人嫌いだった男が、逆さ吊りにした不気味な人形で他人を追い払おうとしたとも言われている）。現在では島はフリアンの甥の所有となっている。